# Yukon-Koyukuk Census Area

Yukon-Koyukuk Census Area på en karta över Alaska.

Yukon-Koyukuk Census Area är ett folkräkningsområde i den amerikanska delstaten Alaska. Dess största ort är Galena. Enligt 2000 års folkräkning hade folkräkningsområdet en befolkning på 6 551 invånare på en yta om 382 910 km², vilket ungefär motsvarar en yta av både Belgien och Tyskland.
Del av Gates of the Arctic nationalpark och Arctic National Wildlife Refuge ligger i Yukon-Koyukuk Census Area. 

## Geografi
Yukon-Koyukuk Census Area gränsar i norr till North Slope Borough, i sydöst till Southeast Fairbanks Census Area, Fairbanks North Star Borough och Denali Borough, i syd till Bethel Census Area och i väst till Kusilvak Census Area, Nome Census Area samt Northwest Arctic Borough. Området gränsar även i öst till Yukon i Kanada.

### Städer och byar
| - Alatna - Allakaket - Anvik - Arctic Village - Beaver - Bettles - Birch Creek - Central - Chalkyitsik - Circle - Coldfoot - Evansville - Flat | - Fort Yukon - Four Mile Road - Galena - Grayling - Holy Cross - Hughes - Huslia - Kaltag - Koyukuk - Lake Minchumina - Livengood - Manley Hot Springs - McGrath | - Minto - Nenana - New Allakaket - Nikolai - Nulato - Rampart - Ruby - Shageluk - Stevens Village - Takotna - Tanana - Venetie - Wiseman |